# 1751 en France
Chronologie de la France
- 1747
- 1748
- 1749
- 1750
- 1751
- 1752
- 1753
- 1754
- 1755

Cette page concerne l’année 1751 du calendrier grégorien.

## Événements
- 13 janvier : augmentation des droits sur les cartes à jouer[1].
- 22 janvier : le Parlement de Paris enregistre l’édit adopté le 1er janvier créant l’École militaire, rédigé par Pâris Duverney[2].

- 13 février : Bourgeois de Boynes devient président au grand Conseil[3].
- Février : les représentants du clergé n’ont toujours pas fourni la déclaration de leurs biens et revenus pour la perception du vingtième. Ils votent une subvention extraordinaire de dix millions  de livres, en plus du don gratuit, mais échappent au vingtième[4].

- 24 mars : déclaration sur la réforme de l’Hôpital général de Paris. Début de l’affaire de l’Hôpital général de Paris (1749-1752). Le nouvel archevêque de Paris, Christophe de Beaumont, dévot, contribue, contre le Parlement, à bouter l’administration janséniste de l’Hôpital général[5]. Cet appui, comme la célébration du jubilé, explique en partie le revirement du roi en faveur de l’exemption fiscale du clergé.
- 28 mars : surprise d’une assemblée protestante à Lézan[6].
- Avril : une circulaire enjoint aux protestants de présenter sous quinze jours aux églises catholiques leurs enfants baptisés au désert pour confirmer le baptême dans le rite catholique[7].

- Mai : un nouvel édit porte création de 2 millions de rentes viagères sur l’Hôtel de ville de Paris au capital de 20 millions, et de 900 000 livres de rentes héréditaires sur la ferme des postes[8].

- 1er juillet : parution du premier volume de l’Encyclopédie, précédé d’un Discours préliminaire écrit par D’Alembert. Contestation des Jésuites et des Jansénistes, qui jugent certains articles hérétiques[9].

- 27 août : fondation de la loge Saint Jean d’Écosse de Marseille, par Georges de Walnon, un écossais muni de lettres d’accréditation datés d’Édimbourg du 17 juin 1751[10]. Le mouvement maçonnique écossais touche les loges françaises qui se placent sous l’autorité de la loge Saint-Jean d’Écosse.

- 11 septembre : Barberie de Saint-Contest est nommé secrétaire d’État aux affaires étrangères, à la suite de la démission du marquis de Puisieux[5].
- 13 septembre : naissance de Louis, duc de Bourgogne, fils du dauphin et de Marie-Josèphe de Saxe[5]. Un feu d’artifice, tiré à Versailles pour célébrer de cette naissance provoque l’incendie des écuries du Roi[11].
- 20 septembre : bal donné par les gardes du corps à Versailles, dans la grande Salle des Gardes de l’appartement de la Reine[12].

- 21 novembre : une déclaration royale double le droit de fret sur les navires étrangers, qui passe à 5 livres par tonneau[8].

- 19 et 30 décembre : fêtes données à Versailles pour la naissance du duc de Bourgogne ; illuminations de la Grande Galerie et feux d’artifice[13].
- 23 décembre : devant la pression du lobby clérical un édit du roi Louis XV suspend la levée du vingtième sur les biens ecclésiastiques[8]. D’autres exemptions sont accordées aux états provinciaux et aux corps privilégiés. Échec de la volonté de reforme fiscale et d’impôt sans privilèges.